# Phylloscopus magnirostris
Phylloscopus magnirostris е вид птица от семейство Phylloscopidae.

## Разпространение
Видът е разпространен в Афганистан, Бангладеш, Бутан, Индия, Китай, Мианмар, Непал, Пакистан и Шри Ланка.